# Baia di Knik
Knik è una baia (o braccio di mare - Knik Arm) situata a nord della città di Anchorage (Alaska, Stati Uniti). Rispetto al golfo dell'Alaska si trova nella parte nord-occidentale. È uno dei due rami della baia di Cook (Cook Inlet).

## Etimologia
Knik è la parola dei nativi per "fuoco".

## Geografia fisica
Il braccio di mare incomincia al bordo settentrionale della parte finale della baia di Cook e si estende in direzione nord-est per circa 24 km. All'estremità opposta riceve le acque di due fiumi: dal Knik (Knik River) e un pochino più a nord dal Matanuska (Matanuska River). A sud, appena oltre l'uscita della baia verso la baia di Cook, riceve in parte il grande flusso del delta del fiume Susitna (Susitna River) che scende direttamente dal versante centro-meridionale della catena dell'Alaska (Alaska Range) in prossimità del monte McKinley.

## Accessi e centri abitati
Mentre la costa nord è poco abitata, sulla costa sud scorre l'autostrada Glenn (Glenn Highway) che iniziando a Anchorage attraversa le cittadine di Eagle River e Chugiak e più avanti Eklutna un piccolo villaggio di nativi. In testa alla baia, ma a più di qualche chilometro (una decina) verso l'interno si trovano le due cittadine di Palmer (a est) e Wasilla (a ovest).

## Alcune immagini della baia di Knik

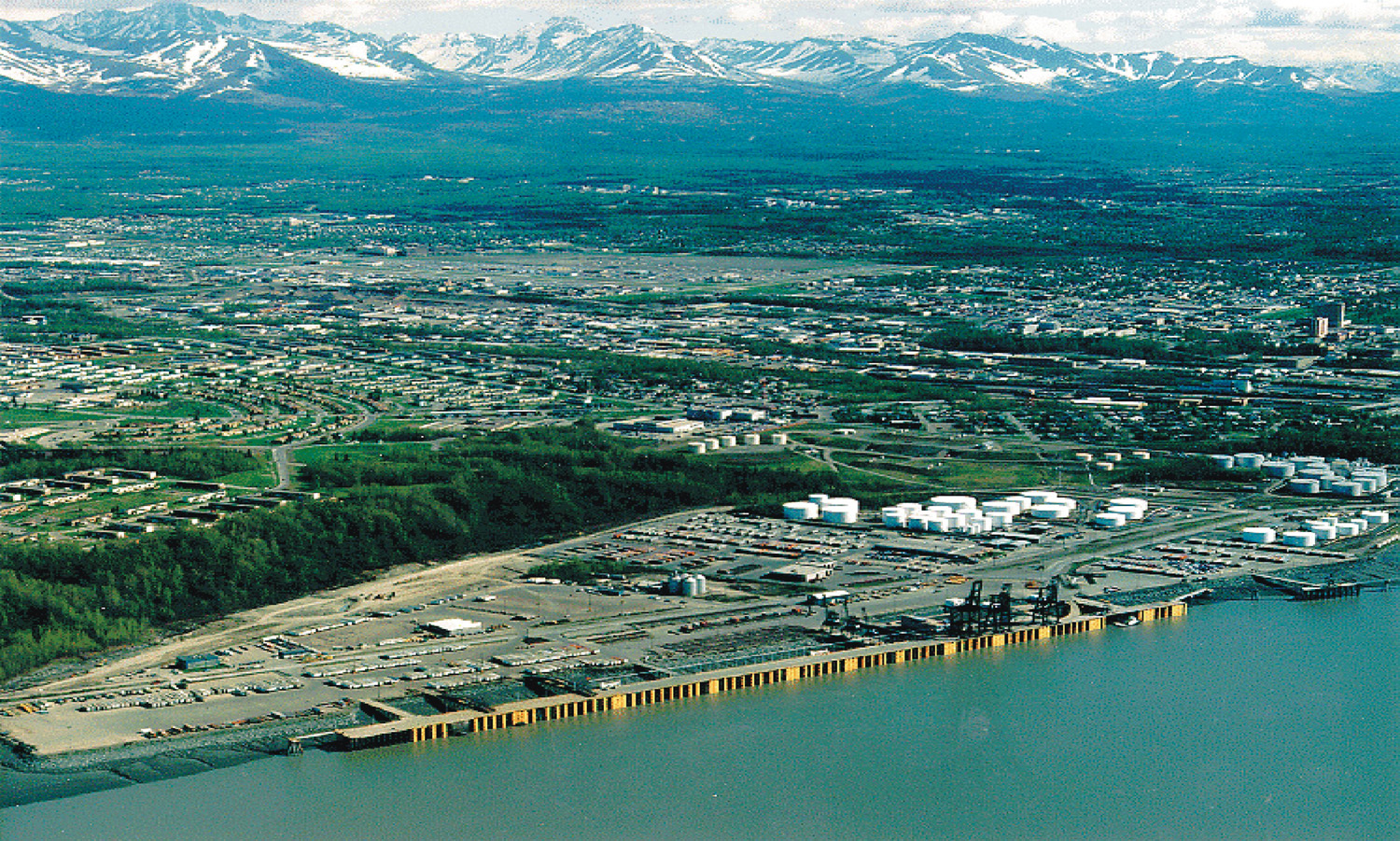
Il porto di Anchorage sulla baia di Knik
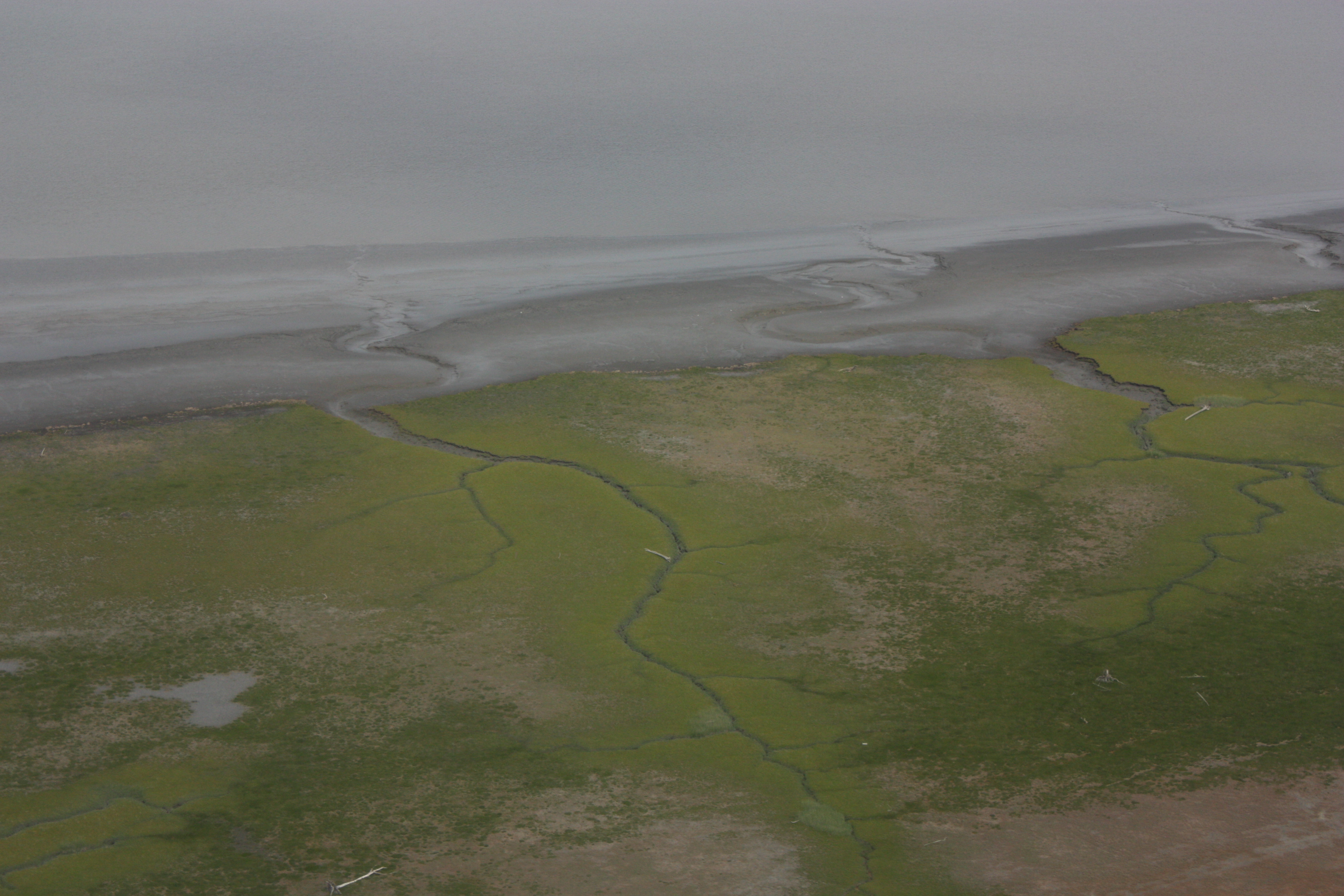
Distese di fango sulla baia di Knik
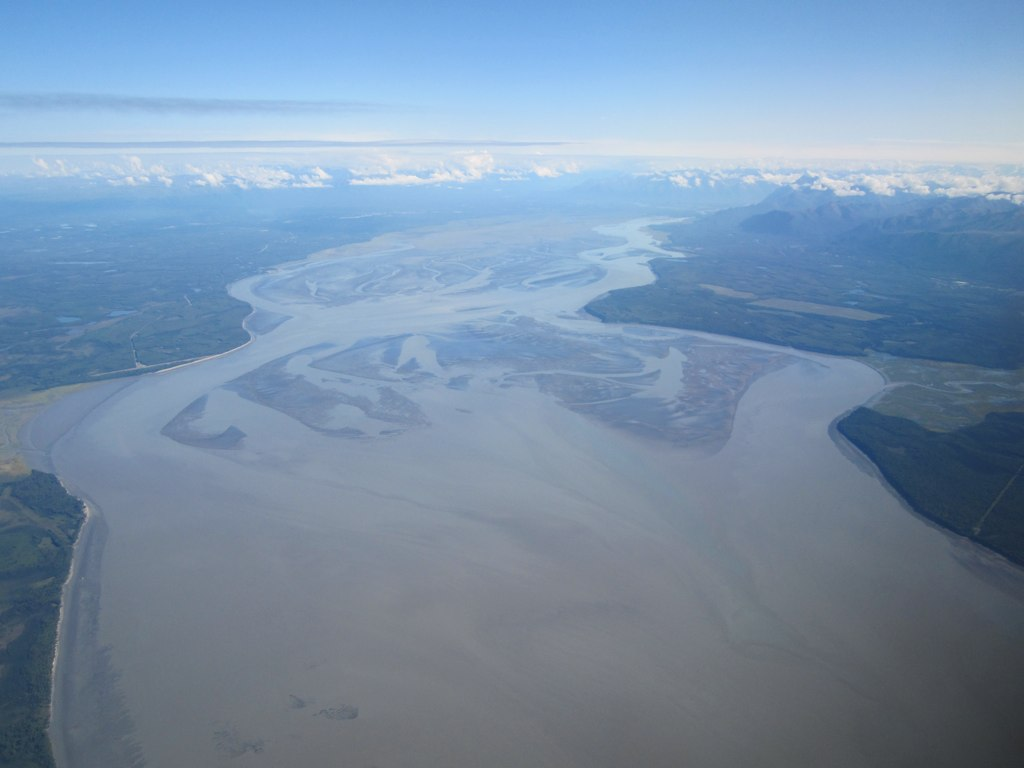
Il fiume Knik all'imbocco della baia
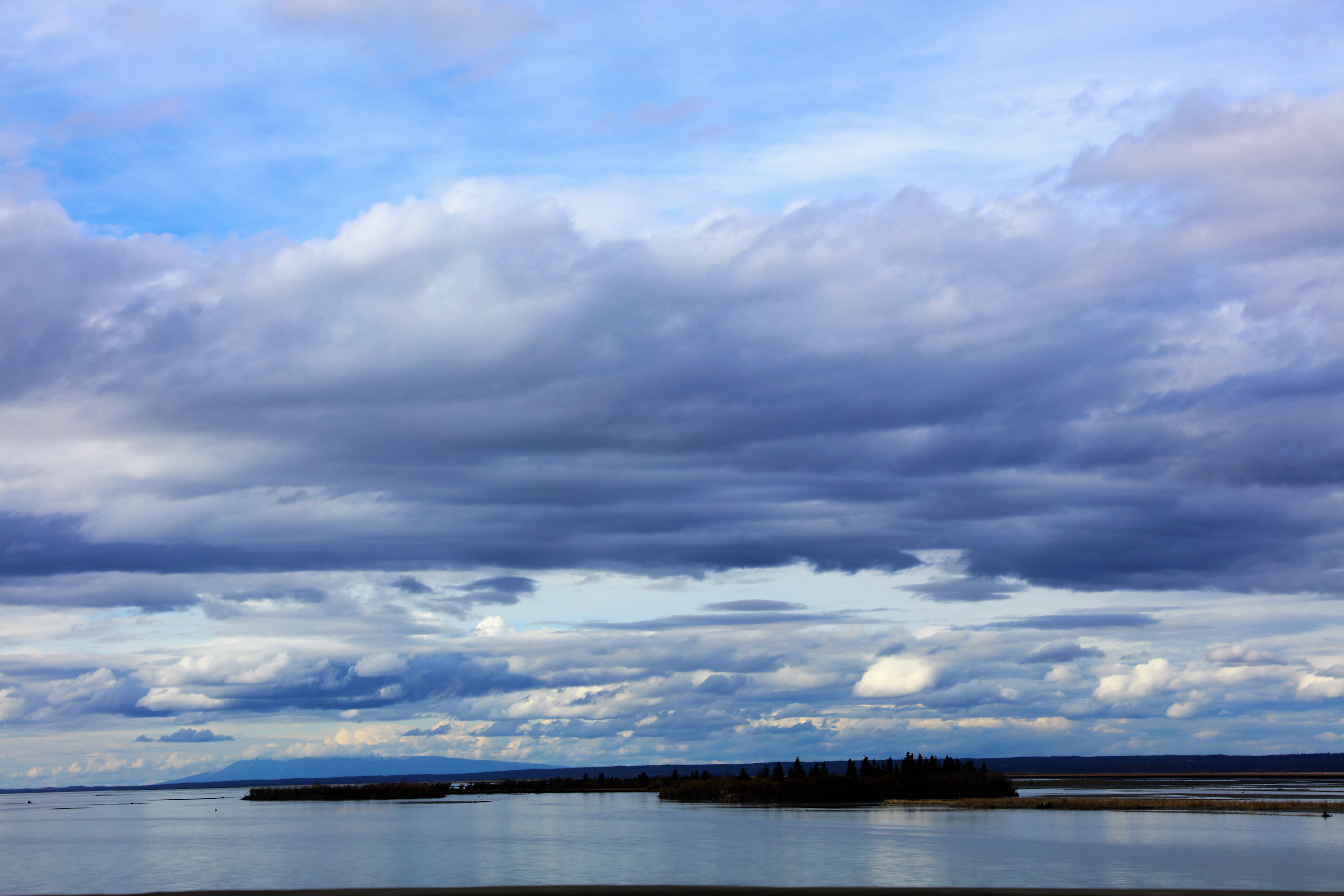